# Sentencia (lógica)
En lógica matemática, una sentencia de una lógica de predicados es una fórmula bien formada con valor booleano y sin variables libres. Una sentencia puede ser vista como expresión de una proposición, algo que pueda ser falso o verdadero. Se necesita la restricción de no tener variables libres a los efectos de asegurar que las sentencias puedan tener valores de verdad concretos y fijos: Como las variables libres de una fórmula (general) pueden asumir diversos valores, el valor verdadero de tal fórmula puede variar.
Las sentencias sin ningún conectivo lógico o cuantificador se conocen como sentencias atómicas; por analogía la fórmula atómica. Las sentencias se construyen a partir de sentencias atómicas por medio de la aplicación de conectivos y cuantificadores.
Un conjunto de sentencias se llama teoría; así, las sentencias individuales pueden ser llamadas teoremas. Para evaluar correctamente la verdad (o falsedad) de una sentencia, hay que hacer referencia a una interpretación de la teoría. Para las teorías de primer orden, las interpretaciones son comúnmente llamadas estructuras. Dada una estructura o interpretación, una sentencia tiene un valor de verdad fijo. Una teoría es satisfacible cuando todas sus sentencias son verdad.

## Ejemplo
El siguiente ejemplo está en lógica de primer orden.
{\displaystyle \forall y\exists x(x^{2}=y)}
es una sentencia. Esta sentencia es verdadera en los números reales positivos ℝ +, falsa en los números reales ℝ, y verdadera en los números complejos ℂ. (En lenguaje natural, esta sentencia es interpretada para decir que todo el número de la estructura es el cuadrado de un miembro de esa estructura particular). Por otra parte, la fórmula:
{\displaystyle \exists x(x^{2}=y)}
no es una sentencia, debido a la presencia de la variable libre y. En la estructura de los números reales, esta fórmula es verdadera si sustituimos (arbitrariamente) y = 2, pero falsa si consideramos que y = -2. (Lo que importa es la presencia de una variable libre, más que el valor inconstante de la verdad; por ejemplo, incluso en la estructura de los números complejos, donde la afirmación es siempre verdadera, aun así no se la considera una sentencia). En su lugar, en vez de fórmula se puede denominar predicado.